# 전기적 탄성
전기적 탄성(electrical elastance)은 전기 용량(capacitance)의 역수이다. 탄성의 SI 단위는 역 패럿(F-1)이다. 이 개념은 전기 및 전자 엔지니어가 널리 사용하지는 않는다. 축전기(capacitor)의 값은 항상 역 정전 용량이 아닌 정전 용량 단위로 지정된다. 그러나 이는 네트워크 분석의 이론적 작업에 사용되며 마이크로파 주파수에서 일부 틈새 활용을 가지고 있다.
엘라스턴스라는 용어는 올리버 헤비사이드(Oliver Heaviside)가 축전기를 스프링으로 비유하여 만들어낸 용어이다. 이 용어는 일부 다른 에너지 영역에서도 유사한 양으로 사용된다. 이는 기계적 영역의 뻣뻣함에 매핑되며 특히 생리학에서 유체 흐름 영역의 순응도와 반대이다. 이는 또한 채권 그래프(bond graph) 분석 및 여러 영역에 걸쳐 시스템을 분석하는 기타 체계에서 일반화된 수량의 이름이기도 하다.

## 같이 보기
- 순응도 (생리학)
- 탄성
- 뻣뻣함#순응도